# Forte San Marco

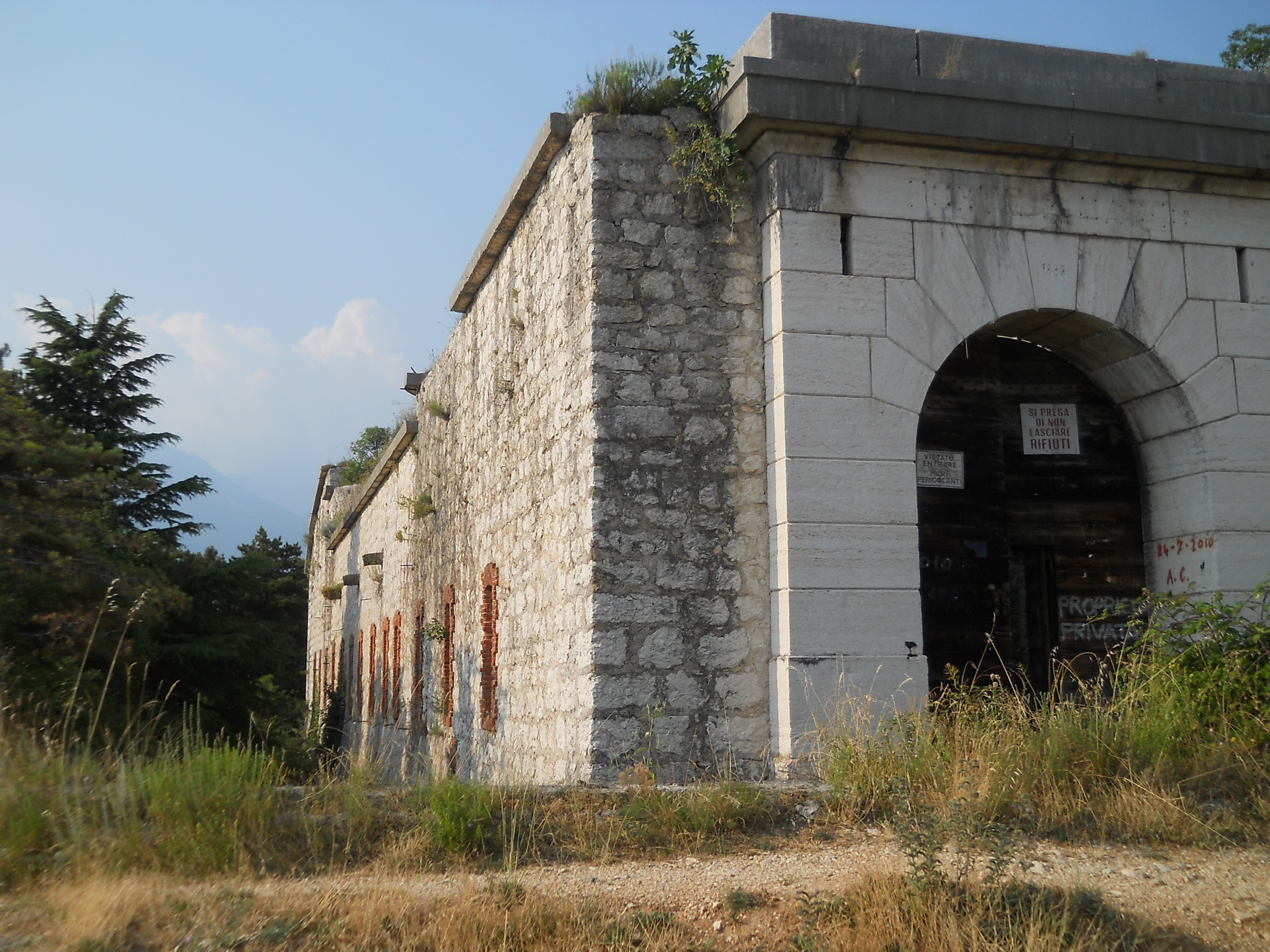
Zugang

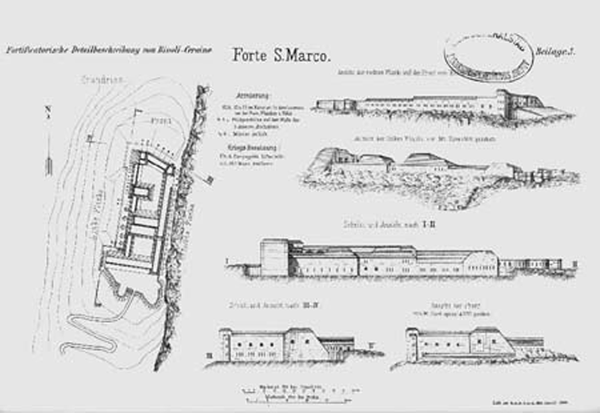
Detailzeichnung des k.u.k. Evidenzbureaus ca. 1913. Der Grundriss entspricht allerdings nicht den tatsächlichen Begebenheiten.

Das Forte San Marco war eine Befestigung, die von der italienischen Armee in den Jahren ab spätestens 1885 erbaut und an dem bis 1913 gearbeitet wurde. Es liegt auf dem gleichnamigen Berg im Gebiet des Weilers Lubiara, der wiederum zur Gemeinde Caprino Veronese gehört.

## Geschichte
Der Bau des Forts wurde notwendig, um die Verteidigungslinie gegen das zu Österreich-Ungarn gehörende Welschtirol zu vervollständigen.
Erst im Jahre 1913 waren die Bauarbeiten abgeschlossen. Während des Ersten Weltkrieges war das bereits hoffnungslos veraltete Fort mit 25 Kanonen immer noch schwer bewaffnet, wurde jedoch in keine Kampfhandlungen verwickelt und diente lediglich als Truppenunterkunft und Depot. Es wurden lediglich ein paar Schüsse auf Österreich-Ungarische Flugzeuge abgegeben, die in Richtung Verona flogen. Die Besatzung bestand aus 300 Soldaten.
Die relativ gut erhaltenen Anlage befindet sich in Privatbesitz und wird von einem Soft Air Verein aus Verona für seine Zwecke genutzt.

## Bauwerk
Errichtet wurde das Fort in aufragender Steinbauweise aus behauenen Blöcken von Veroneser Marmor (Rosso ammonitico). Die Architektur zeigt die Schule des italienischen Pioniergenerals  Enrico Rocchi, der sich wiederum stark an das neupreußische Befestigungssystem anlehnt.
Die der Grundriss der Anlage ist im Wesentlichen gradlinig gestaltet, auch wenn es gewisse Abweichungen gibt, da man sich an das Gelände anpassen musste.
Das Fort liegt in einer Höhe von 451 Metern auf einem südlichen Ausläufer des  Monte Cordespino nördlich der Straßensperre Chiusa.
Im Inneren der Anlage befinden sich zwei Höfe, Kasernen, Munitionsmagazine und Geschützstände.
Vor der Umwallung liegt eine fünf bis sechs Meter breiter Gaben, der in den Fels gesprengt wurde. Dieser Graben fehlt lediglich auf der Seite des Abhangs über dem Tal.
In den Kasematten finden sich zahlreiche Gewehrscharten. Das Bauwerk wird von einem Turm dominiert, der über mehrere Feueretagen verfügt.

## Bewaffnung
Die Artilleriebewaffnung bestand aus zwölf Kanonen vom Kaliber 149 mm in Mittepivotlafetten sowie:
4 bis 5 Feldgeschützen
4 bis 5 Mörsern
2 Schnellfeuergeschützen (kleineren Kalibers)